# Philip Hurlic
Philip Hurlic (Los Angeles, 20 dicembre 1927 – Compton, 7 luglio 2014) è stato un attore statunitense, uno dei primi attori bambini afroamericani, attivo dal 1932 al 1942 (tra i 5 e i 15 anni d'età).

## Biografia
Philip Hurlic nasce a Los Angeles nel 1927.  I suoi primi ruoli sono nel 1932-33 in episodi delle serie Baby Burlesks e Frolics of Youth, diretti da Charles Lamont, in cui recita anche una piccola Shirley Temple agli inizi della sua carriera.
Dal 1935 Hurlic si aggrega (anche se in maniera non continuativa) al cast delle Simpatiche canaglie, dove interpreta in alcuni cortometraggi la parte di "Lucky", un amichetto di Billie "Buckwheat" Thomas.
Hurlic lavora soprattutto in lungometraggi, dove accanto ad una lunga serie di piccoli ruoli non accreditati, gli si offrono anche alcune parti di maggior rilievo, che lo rendono con Matthew Beard, Billie Thomas e Paul White uno tra i più noti attori bambini afroamericani degli anni trenta. È il "piccolo Jim" ne Le avventure di Tom Sawyer (The Adventures of Tom Sawyer) (1938) e "Vermin Washington" in ben tre film della serie di Penrod.
Anche se sono scomparsi alcuni dei tratti più marcatamente degradanti e caricaturali comuni ai decenni precedenti, ai bambini afroamericani si continuano ad affidare ruoli esclusivi di servetti e compagni di gioco, la cui vita è votata al servizio e all'intrattenimento dei bianchi. In Zenobia (1939) mentre il piccolo lustra le scarpe a Oliver Hardy, questi gli ricorda bonariamente - in linea con la dottrina e la pratica segregazionista del tempo - che il fatto di essere segregato dalla società dei bianchi non lo rende meno "uguale" e meno "felice", se solo saprà rimanere al suo posto. Il bambino mostra di essere soddisfatto della spiegazione e sorprenderà poi tutti recitando a memoria l'intera Dichiarazione d'indipendenza degli Stati Uniti d'America.
La carriera di Hurlic si conclude agli inizi degli anni Quaranta. Ormai giunto all'adolescenza, il cinema di Hollywood non ha più nulla da offrirgli.
Trascorre il resto della vita lontano dal mondo dello spettacolo, Hulkin muore nel 2014 a Compton (California), all'età di 86 anni.

## Filmografia

### Cortometraggi
- Baby Burlesks, serial cinematografico - un episodio

1. War Babies, regia di Charles Lamont (1932)

- Frolics of Youth, serial cinematografico - 4 episodi

1. The Pie-Covered Wagon, regia di Charles Lamont (1933)
2. Kid in Hollywood, regia di Charles Lamont (1933)
3. The Kid's Last Fight, regia di Charles Lamont (1933)
4. Polly Tix in Washington, regia di Charles Lamont (1933)

- Simpatiche canaglie (Our Gang), serial cinematografico - 4 cortometraggi

1. Our Gang Follies of 1936, regia di Gus Meins (1935)
2. Our Gang Follies of 1938, regia di Gordon Douglas (1937)
3. Feed 'em and Weep, regia di Gordon Douglas (1938)
4. Cousin Wilbur, regia di George Sidney (1939)

### Lungometraggi
- Helldorado, regia di James Cruze (1935) - non accreditato
- The Green Pastures, regia di Marc Connelly e William Keighley (1936) - non accreditato
- Hearts Divided, regia di Frank Borzage (1936)
- College Holiday, regia di Frank Tuttle (1936) - non accreditato
- Piccoli G-men (Penrod and Sam), regia di William C. McGann (1937) (as Verman Diggs)
- Wings Over Honolulu, regia di H.C. Potter (1937) - non accreditato
- Nulla di serio (Nothing Sacred), regia di William A. Wellman (1937) - non accreditato
- Le avventure di Tom Sawyer (The Adventures of Tom Sawyer), regia di Norman Taurog (1938)
- Penrod and His Twin Brother, regia di William C. McGann (1938)
- Figlia del vento (Jezebel), regia di William Wyler (1938) - non accreditato
- Penrod's Double Trouble, regia di Lewis Seiler (1938)
- Stablemates, regia di Sam Wood (1938) - non accreditato
- Zenobia, regia di Gordon Douglas (1939)
- The Sun Never Sets, regia di Rowland V. Lee (1939) - non accreditato
- Chicken Wagon Family, regia di Herbert I. Leeds (1939) - non accreditato
- Mr. Smith Goes to Washington, regia di Frank Capra (1939) - non accreditato
- Young Tom Edison, regia di Norman Taurog (1940) - non accreditato
- Father's Son, regia di D. Ross Lederman (1941) - non accreditato
- Golden Hoofs, regia di Lynn Shores (1941)
- Scattergood Rides High, regia di Christy Cabanne (1942)
- Destino (Tales of Manhattan), regia di Julien Duvivier (1942) - non accreditato